# 佩罗勒 (加尔省)
佩罗勒（法語：Peyrolles，法語發音：[peʁɔl] ⓘ）是法国加尔省的一个市镇，位于该省西北部，属于勒维冈区。

## 地理
佩罗勒（44°6'39"N, 3°49'57"E）面积8.29 平方千米，位于法国奧克西塔尼大區加尔省，该省份为法国南部沿海省份，南端濒地中海，北起顺时针与阿尔代什省、沃克吕兹省、罗讷河口省、埃罗省、阿韦龙省和洛泽尔省接壤。
与佩罗勒接壤的市镇（或旧市镇、城区）包括：莱斯特雷许尔、圣克鲁瓦-德卡代尔勒、圣让迪加尔、苏多尔格、法兰西谷地穆瓦萨克。
佩罗勒的时区为UTC+01:00、UTC+02:00（夏令时）。

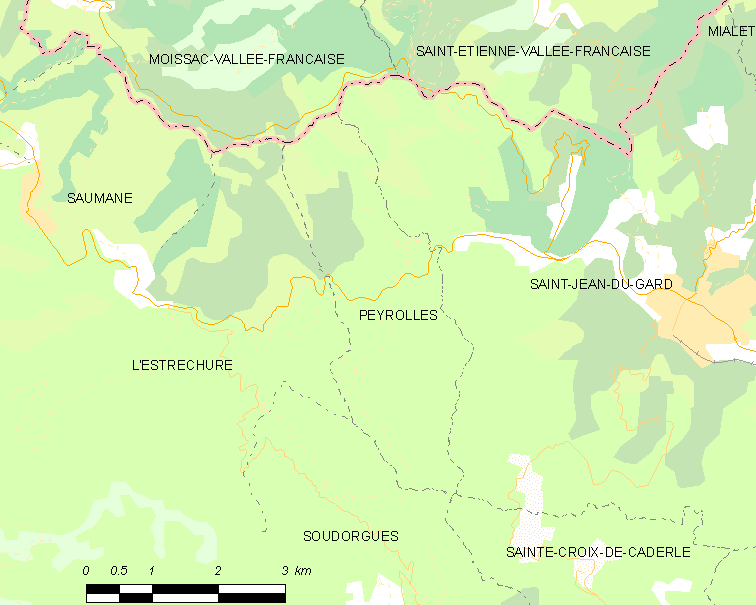
佩罗勒的OSM定位图

## 行政
佩罗勒的邮政编码为30124，INSEE市镇编码为30195。

## 政治
佩罗勒所属的省级选区为勒维冈县。

## 交通
加尔省省道D907线经过境内。

## 人口

1962-2008年间佩罗勒人口变化图示

佩罗勒于2022年1月1日时的人口数量为31人。